# The Corre
The Corre war ein kurzlebiges Bösewicht-Stable in der WWE. Die Gruppe wurde 2011 gegründet und war ein Ableger von Wade Barretts ehemaliger Gruppe The Nexus. Das Stable wurde gegründet, nachdem Barrett The Nexus verließ und sich mit Heath Slater und Justin Gabriel verbündete, die beide ebenfalls Nexus-Mitglieder waren, während Ezekiel Jackson die Gruppe vervollständigte.

## Gesichte

### Formation
Nachdem Wade Barrett vom neuen Anführer CM Punk aus dem Nexus geworfen wurde, wechselte er von Raw zu SmackDown. Während der Zeit unter CM Punk weigerten sich Heath Slater und Justin Gabriel, ihre Initiation durchzuführen, um in der Gruppe zu bleiben, und verließen den Nexus. In der 14. Januar-Episode von SmackDown mischten sich Gabriel und Slater während Barretts Match gegen Big Show ein und attackierten Show. Zu ihnen gesellte sich Ezekiel Jackson, der den Angriff fortsetzte, indem er Big Show einen Body Slam verpasste. Big Show setzte die Fehde mit der Gruppe während ihres gesamten Bestehens fort und in der 21. Januar-Episode von SmackDown nannte sich die Gruppe The Corre, während sie gleichzeitig ankündigte, dass The Corre führerlos sei, da alle Mitglieder gleichberechtigt seien. Sie traten alle beim Royal Rumble am 30. Januar an, wurden aber alle von verschiedenen Wrestlern eliminiert (in der Reihenfolge: Gabriel von Daniel Bryan, Slater von John Cena, Jackson von Kane und Barrett von Randy Orton), wobei Jackson Big Show und Barrett Rey Mysterio und Diesel eliminierten und es so unter die letzten Vier schafften.

### Titelgewinne
Während ihrer gesamten Amtszeit griff der Corre häufig in Matches ein und griff häufig nach Matches an. Spannungen zwischen den Mitgliedern von The Corre und The Nexus führten zu zwei Schlägereien zwischen den Gruppen bei Raw und vor dem Royal Rumble Match. Bei Elimination Chamber am 20. Februar wurden Gabriel und Slater die ersten, die eine Meisterschaft innerhalb von The Corre erringen konnten, als sie die WWE Tag Team Championship durch einen Sieg über Santino Marella und Vladimir Kozlov gewannen. Dies war der Beginn von Gabriels und Slaters zweiter Regentschaft als WWE Tag Team Champions nach ihrer ersten Regentschaft als Teil von The Nexus. Bei der gleichen Veranstaltung erhielt Barrett seine erste Chance auf die World Heavyweight Championship, als er am SmackDown Elimination Chamber Match teilnahm, aber die Meisterschaft nicht gewinnen konnte, als er von Big Show, dem Erzfeind von The Corre, eliminiert wurde. In der folgenden Nacht bei Raw verloren Gabriel und Slater die Meisterschaft an John Cena und WWE Champion The Miz. Gabriel und Slater beriefen sich jedoch sofort auf ihre Rückkampfklausel und gewannen den Rückkampf und die Meisterschaft, um ihre dritte Regentschaft als WWE Tag Team Champions zu beginnen. In der SmackDown-Folge vom 25. März fügte Barrett The Corre eine weitere Meisterschaft hinzu, als er Kofi Kingston besiegte und seinen ersten Einzeltitel, die Intercontinental Championship, gewann.

### Abschwung und Zusammenbruch

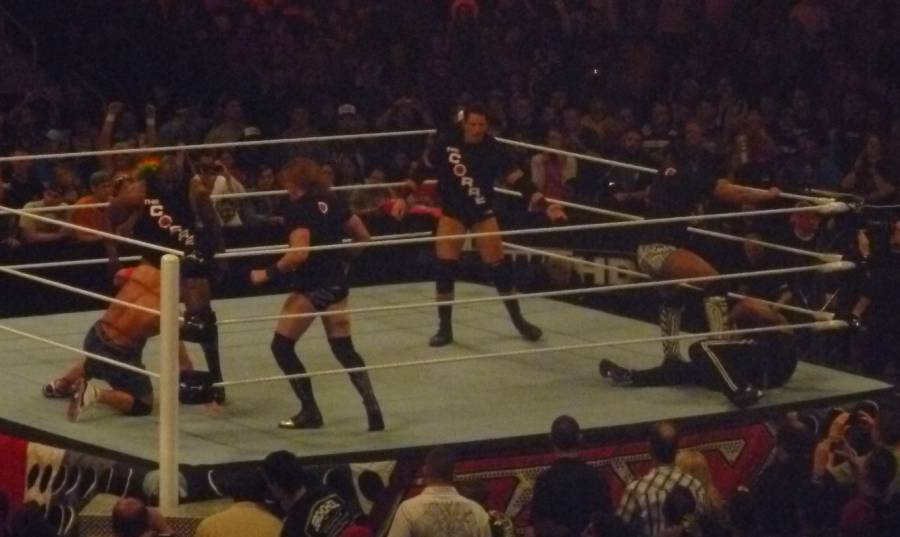
Die vier Mitglieder von The Corre greifen John Cena und The Rock an

Die Dinge wendeten sich zum Schlechteren für The Corre, als die Gruppe bei WrestleMania XXVII in einem Acht-Mann-Tag-Team-Match gegen Big Show, Kane, Kofi Kingston und Santino Marella in weniger als zwei Minuten besiegt wurde. Am folgenden Abend bei Raw griffen The Corre in der Hoffnung, ein Zeichen zu setzen, John Cena und The Rock an, aber das Duo überwältigte sie. In der 22. April-Episode von SmackDown erlitt The Corre weiteres Unglück, als Big Show und Kane die Meisterschaft von Gabriel und Slater gewannen. he Corre gelang es nicht, die Tag-Team-Titel zurückzuerobern, obwohl Gabriel und Slater sowie Barrett und Jackson Big Show und Kane in der 29. April-Episode von SmackDown bzw. bei Extreme Rules am 1. Mai herausforderten. Die Spannungen innerhalb der Gruppe begannen aufgrund von misslungenen Einmischungen in die Matches der anderen aufzuflammen. In der SmackDown-Episode vom 6. Mai weigerte sich Jackson, mit dem Rest von The Corre zu feiern, als er Big Show besiegte, und entschied sich stattdessen, sie nach seinem Match zu verlassen, was dazu führte, dass Barrett, Gabriel und Slater ihn backstage angriffen und ihn aus der Gruppe entfernten. TDamit begann eine Fehde zwischen Barrett und Jackson, der Barrett zweimal um die Intercontinental Championship herausforderte, den Titel aber nicht gewinnen konnte, da er die Kämpfe am 22. Mai bei Over the Limit durch Disqualifikation und am 3. Juni bei SmackDown durch Auszählen statt durch einen Pinfall oder eine Submission gewann. In der SmackDown-Folge vom 10. Juni verließ Barrett auf der Flucht vor Jackson Gabriel und Slater in einem Sechs-Mann-Tag-Team-Match gegen Jackson und die Usos (Jey und Jimmy Uso), wodurch diese gehandicapt wurden und das Match verloren, woraufhin Gabriel und Slater Barrett konfrontierten und die Auflösung der Fraktion erklärten.

## Titel und Auszeichnungen
- World Wrestling Entertainment
  - WWE Intercontinental Championship (1×) – Barrett
  - WWE Tag Team Championship (2×) – Slater und Gabriel